# Eduardo Alonso Colmenares
Eduardo Alonso Colmenares (Corella, 13 de octubre de 1820-Madrid, 31 de marzo de 1888) fue un abogado y político español, ministro de Gracia y Justicia durante el reinado de Amadeo I, cartera que volvería a ocupar junto con la de ministro de Fomento durante la  Primera República. Durante la regencia de María Cristina de Habsburgo-Lorena ocupó la presidencia del Tribunal Supremo.

## Biografía
Nacido en la localidad navarra de Corella el 13 de octubre de 1820, tras estudiar Derecho en Madrid ejerció la abogacía en Tudela, Madrid y Pamplona tras lo cual ingresa en la judicatura y ejerce como fiscal en las Audiencias de Sevilla, Barcelona y Granada hasta que en 1859 se traslada a las colonias americanas donde desempeñará los cargos de regente de la Audiencia de La Habana y de Santo Domingo, y el de intendente general de Cuba.
Con la Revolución de 1868 regresa a España e inicia su carrera política siendo elegido diputado en el Congreso por la circunscripción de Navarra en las elecciones de 1871, volviendo a resultar elegido en los comicios de 1872 por la circunscripción de Logroño. Posteriormente, en 1877, pasaría al Senado como senador vitalicio.
Ejerció de ministro de Gracia y Justicia entre el 5 de octubre de 1871 y el 26 de mayo de 1872 en los gobiernos que presidieron José Malcampo y Monge y Práxedes Mateo Sagasta. Posteriormente, y nuevamente bajo la presidencia de Sagasta, volvería a ocupar esa misma cartera entre el 3 de septiembre y el 31 de diciembre de 1874. También ocuparía la cartera de Fomento entre el 13 de mayo y el 3 de septiembre de 1874 en un gabinete presidido por Juan Zabala de la Puente. Entre 1882 y 1888 ocupó la presidencia del Tribunal Supremo.

## Distinciones
Jurista de reconocido prestigo en su época, fue distinguido en vida con importantes condecoraciones como la Gran Cruz de la Orden de Isabel la Católica, una encomienda ordinaria (1861) y otra de número (1863) de la Orden de Carlos III, así como la Gran Cruz de esta orden en 1887. También estaba en posesión de la Gran Cruz de la Orden de San Olaf (Noruega).